# Timothy Weah
Timothy Tarpeh Weah (New York, 22 febbraio 2000) è un calciatore statunitense, centrocampista dell'Olympique Marsiglia, in prestito dalla Juventus, e della nazionale statunitense.

## Biografia
Di origini liberiane, è il terzo e ultimo figlio dell'ex calciatore e poi presidente della Liberia, George Weah, e della moglie giamaicana Clar Marie Duncan, oltreché fratello di George Weah Jr.

## Caratteristiche tecniche
Forte fisicamente, dotato di buona tecnica e veloce, è un attaccante esterno che preferisce giocare sulla destra in un tridente, non avendo ancora sviluppato grande prolificità in fase offensiva. Nel corso degli anni al Lilla ha imparato a svolgere anche ruoli più difensivi, venendo talvolta utilizzato come terzino di spinta su entrambe le fasce.

## Carriera

### Club

#### Gli inizi, Paris Saint-Germain
Ha iniziato la sua carriera nei settori giovanili dei N.Y. Red Bulls. Dopo un anno passò alle giovanili del Paris Saint-Germain.
Il 3 luglio 2017 ha firmato il suo primo contratto professionistico con il club parigino, in cui aveva già militato il padre George. L'esordio di Weah in prima squadra è avvenuto il 3 marzo 2018, durante una partita di Ligue 1 contro il Troyes, che il Paris Saint-Germain ha vinto. Successivamente, il 4 agosto 2018, ha segnato durante la finale di Supercoppa di Francia contro il Monaco, contribuendo alla vittoria per 4-0 dei parigini. Il 12 agosto dello stesso anno, nella prima giornata del campionato, Weah ha segnato la sua prima e unica rete in Ligue 1 per il Paris Saint-Germain contro il Caen.

#### Celtic
Il 7 gennaio 2019 è stato ceduto in prestito al Celtic, in Scozia. Ha debuttato con un gol nella vittoria per 3-0 contro l'Airdrieonians nella Coppa di Scozia. Successivamente, ha segnato il suo primo gol in campionato nella vittoria per 4-0 contro il St. Mirren.
Weah ha contribuito in modo significativo per la seconda metà di stagione del Celtic, aiutando la squadra a conquistare il titolo di campione di Scozia; inoltre, la squadra ha raggiunto la finale di coppa nazionale grazie al suo apporto. Tuttavia, il prestito di Weah è stato terminato anticipatamente dal club a maggio, poiché è stato convocato nella nazionale statunitense per il mondiale Under-20, perdendo così l'opportunità di partecipare alla finale della coppa – che hanno vinto ugualmente.

#### Lille

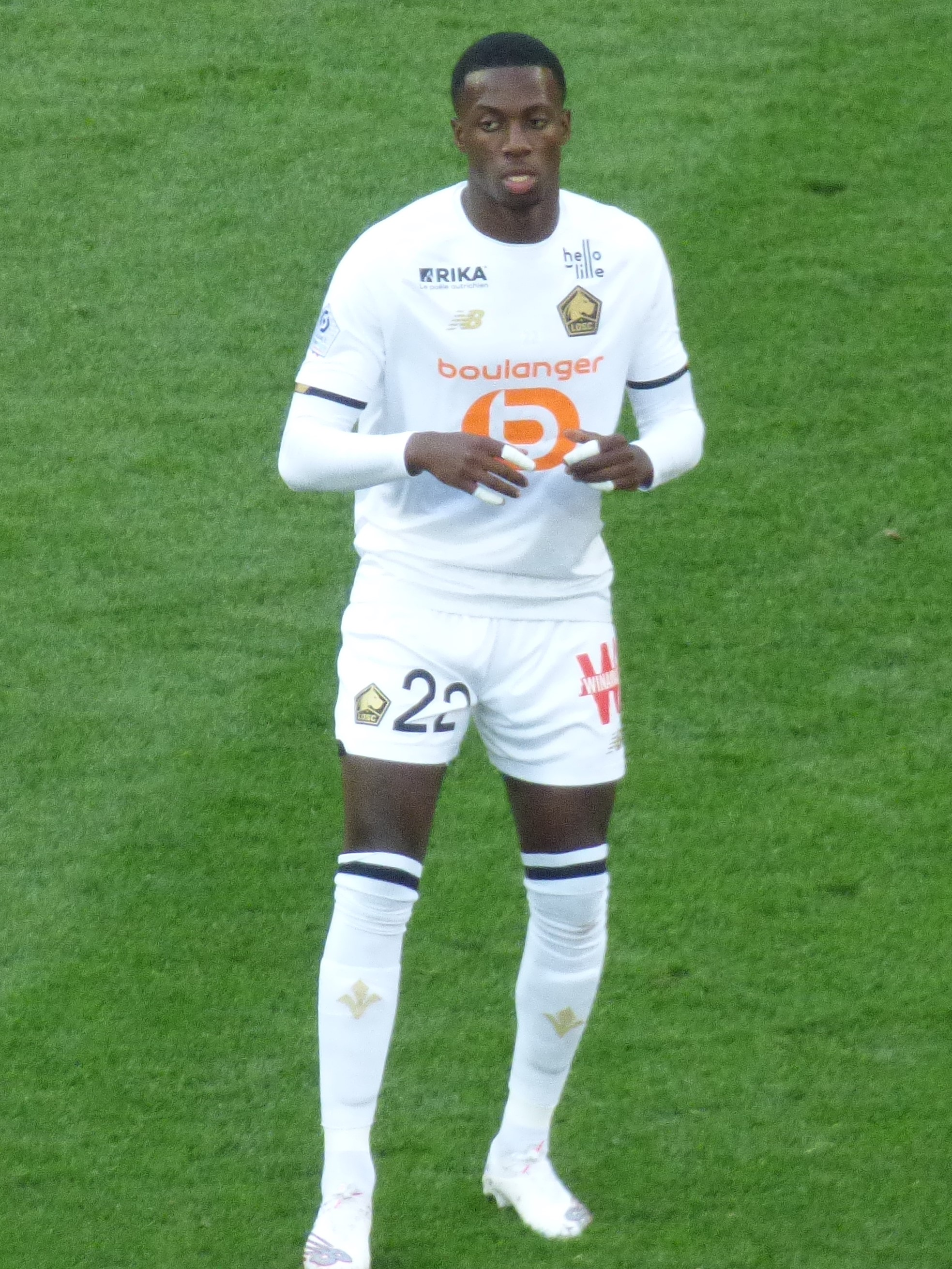
Weah al Lille nel 2021

Il 29 giugno 2019 si accorda con il Lilla; l'ammontare dell'operazione è rimasto segreto, ma secondo quanto riportato da L'Équipe si aggira intorno ai 10 milioni di euro. Ha fatto il suo esordio il 11 agosto, partendo titolare nella vittoria per 2-1 contro il Nantes. Durante la stagione 2019-2020, Weah ha avuto una serie di infortuni che lo hanno tenuto fuori per gran parte della stagione di Ligue 1: in particolare, ha subito due infortuni al muscolo ischiocrurale che lo hanno costretto a saltare la maggior parte del campionato.
Il suo rientro in campo è avvenuto durante la stagione 2020-2021 di Ligue 1, in cui ha giocato 28 partite e segnato tre gol. Ha contribuito in modo significativo alla conquista del titolo di campione di Francia da parte del Lille, il primo dopo dieci anni. Inoltre, Weah ha contribuito alla vittoria del Trophée des Champions contro i suoi ex compagni di squadra del Paris Saint-Germain, subentrando nella parte finale della partita.

#### Juventus
Il 1º luglio 2023 viene acquistato dalla Juventus per circa 12 milioni di euro. Debutta in maglia bianconera e contestualmente in Serie A il successivo 20 agosto, nella vittoria esterna 0-3 sull'Udinese; la prima rete arriva il 4 gennaio 2024, fissando il punteggio nel 6-1 inflitto alla Salernitana negli ottavi di Coppa Italia. Chiude la sua prima stagione a Torino proprio con la vittoria della Coppa Italia.
In avvio della sua seconda stagione a Torino, il 19 agosto 2024 trova il suo primo gol in Serie A, nella vittoria interna per 3-0 contro il Como. Il 19 febbraio 2025 segna la sua prima rete in UEFA Champions League, quella del momentaneo pareggio nella partita di ritorno dei play-off sul campo del PSV, poi persa dopo i tempi supplementari per 3-1.

#### Olympique Marsiglia
Il 6 agosto 2025 torna in Francia trasferendosi in prestito con obbligo di riscatto all'Olympique Marsiglia. 

### Nazionale

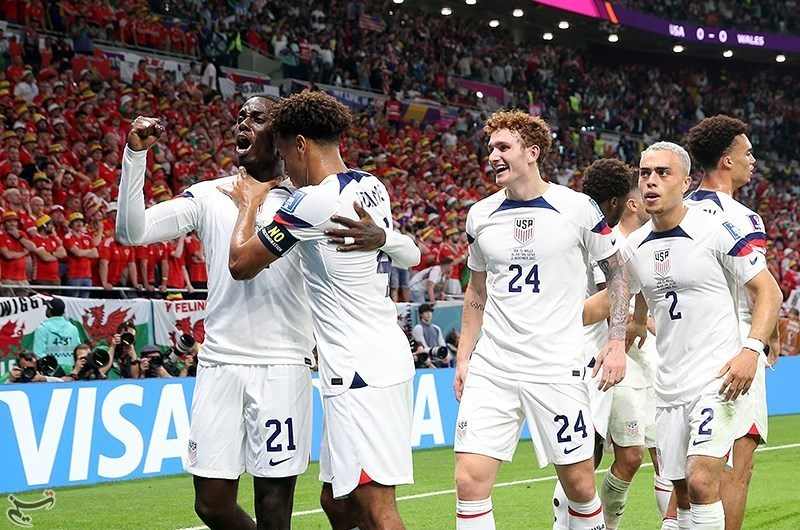
Weah esulta insieme ai suoi compagni di nazionale, dopo il gol segnato al al mondiale 2022

Esordisce con la nazionale statunitense il 27 marzo 2018, nell'amichevole vinta per 1-0 contro il Paraguay, diventando così il primo giocatore nato negli anni 2000 a giocare con gli Yanks. Il 29 maggio realizza la sua prima rete in nazionale maggiore nella vittoria per 3-0 contro la Bolivia, divenendo il terzo più giovane marcatore con la maglia a stelle e strisce.
Il 21 novembre 2022 segna la sua prima rete in un mondiale, firmando il gol del temporaneo 1-0 contro il Galles nella prima giornata della fase a gironi di Qatar 2022.

## Statistiche

### Presenze e reti nei club
Statistiche aggiornate al 6 agosto 2025.
| Stagione                   | Squadra                    | Campionato                 | Campionato | Campionato | Coppe nazionali | Coppe nazionali | Coppe nazionali | Coppe continentali | Coppe continentali | Coppe continentali | Altre coppe | Altre coppe | Altre coppe | Totale | Totale |
| Stagione                   | Squadra                    | Comp                       | Pres       | Reti       | Comp            | Pres            | Reti            | Comp               | Pres               | Reti               | Comp        | Pres        | Reti        | Pres   | Reti   |
| -------------------------- | -------------------------- | -------------------------- | ---------- | ---------- | --------------- | --------------- | --------------- | ------------------ | ------------------ | ------------------ | ----------- | ----------- | ----------- | ------ | ------ |
| 2017-2018                  | Paris Saint-Germain        | L1                         | 3          | 0          | CF+CdL          | 0               | 0               | UCL                | 0                  | 0                  | -           | -           | -           | 3      | 0      |
| 2018-gen. 2019             | Paris Saint-Germain        | L1                         | 2          | 1          | CF+CdL          | 0               | 0               | UCL                | 0                  | 0                  | SF          | 1           | 1           | 3      | 2      |
| Totale Paris Saint-Germain | Totale Paris Saint-Germain | Totale Paris Saint-Germain | 5          | 1          |                 | 0               | 0               |                    | 0                  | 0                  |             | 1           | 1           | 6      | 2      |
| gen.-giu. 2019             | Celtic                     | SP                         | 13         | 3          | SC+CdL          | 3+0             | 1               | UEL                | 1                  | 0                  | -           | -           | -           | 17     | 4      |
| 2019-2020                  | Lilla                      | L1                         | 3          | 0          | CF+CdL          | 0               | 0               | UCL                | 0                  | 0                  | -           | -           | -           | 3      | 0      |
| 2020-2021                  | Lilla                      | L1                         | 28         | 3          | CF              | 3               | 0               | UEL                | 6                  | 2                  | -           | -           | -           | 37     | 5      |
| 2021-2022                  | Lilla                      | L1                         | 29         | 3          | CF              | 0               | 0               | UCL                | 5                  | 0                  | SF          | 1           | 0           | 35     | 3      |
| 2022-2023                  | Lilla                      | L1                         | 29         | 0          | CF              | 3               | 0               | -                  | -                  | -                  | -           | -           | -           | 32     | 0      |
| Totale Lille               | Totale Lille               | Totale Lille               | 89         | 6          |                 | 6               | 0               |                    | 11                 | 2                  |             | 1           | 0           | 107    | 8      |
| 2023-2024                  | Juventus                   | A                          | 30         | 0          | CI              | 5               | 1               | -                  | -                  | -                  | -           | -           | -           | 35     | 1      |
| 2024-2025                  | Juventus                   | A                          | 30         | 5          | CI              | 2               | 0               | UCL                | 9                  | 1                  | SI+Cmc      | 1+1         | 0           | 43     | 6      |
| Totale Juventus            | Totale Juventus            | Totale Juventus            | 60         | 5          |                 | 7               | 1               |                    | 9                  | 1                  |             | 2           | 0           | 78     | 7      |
| 2025-2026                  | Olympique Marsiglia        | L1                         | -          | -          | CF              | -               | -               | UCL                | -                  | -                  | -           | -           | -           | -      | -      |
| Totale carriera            | Totale carriera            | Totale carriera            | 167        | 15         |                 | 16              | 2               |                    | 21                 | 3                  |             | 4           | 1           | 208    | 21     |

### Cronologia presenze e reti in nazionale
| Cronologia completa delle presenze e delle reti in nazionale ― Stati Uniti | Cronologia completa delle presenze e delle reti in nazionale ― Stati Uniti | Cronologia completa delle presenze e delle reti in nazionale ― Stati Uniti | Cronologia completa delle presenze e delle reti in nazionale ― Stati Uniti | Cronologia completa delle presenze e delle reti in nazionale ― Stati Uniti | Cronologia completa delle presenze e delle reti in nazionale ― Stati Uniti | Cronologia completa delle presenze e delle reti in nazionale ― Stati Uniti | Cronologia completa delle presenze e delle reti in nazionale ― Stati Uniti |
| Data                                                                       | Città                                                                      | In casa                                                                    | Risultato                                                                  | Ospiti                                                                     | Competizione                                                               | Reti                                                                       | Note                                                                       |
| -------------------------------------------------------------------------- | -------------------------------------------------------------------------- | -------------------------------------------------------------------------- | -------------------------------------------------------------------------- | -------------------------------------------------------------------------- | -------------------------------------------------------------------------- | -------------------------------------------------------------------------- | -------------------------------------------------------------------------- |
| 27-3-2018                                                                  | Cary                                                                       | Stati Uniti                                                                | 1 – 0                                                                      | Paraguay                                                                   | Amichevole                                                                 | -                                                                          | 86’                                                                        |
| 29-5-2018                                                                  | Filadelfia                                                                 | Stati Uniti                                                                | 3 – 0                                                                      | Bolivia                                                                    | Amichevole                                                                 | 1                                                                          | 61’                                                                        |
| 2-6-2018                                                                   | Dublino                                                                    | Irlanda                                                                    | 2 – 1                                                                      | Stati Uniti                                                                | Amichevole                                                                 | -                                                                          |                                                                            |
| 8-9-2018                                                                   | East Rutherford                                                            | Stati Uniti                                                                | 0 – 2                                                                      | Brasile                                                                    | Amichevole                                                                 | -                                                                          | 55’                                                                        |
| 12-9-2018                                                                  | Nashville                                                                  | Stati Uniti                                                                | 1 – 0                                                                      | Messico                                                                    | Amichevole                                                                 | -                                                                          | 90+2’                                                                      |
| 12-10-2018                                                                 | Tampa                                                                      | Stati Uniti                                                                | 2 – 4                                                                      | Colombia                                                                   | Amichevole                                                                 | -                                                                          | 32’ 68’                                                                    |
| 17-10-2018                                                                 | East Hartford                                                              | Stati Uniti                                                                | 1 – 1                                                                      | Perù                                                                       | Amichevole                                                                 | -                                                                          | 53’ 90+2’                                                                  |
| 15-11-2018                                                                 | Londra                                                                     | Inghilterra                                                                | 3 – 0                                                                      | Stati Uniti                                                                | Amichevole                                                                 | -                                                                          | 76’                                                                        |
| 12-11-2020                                                                 | Swansea                                                                    | Galles                                                                     | 0 – 0                                                                      | Stati Uniti                                                                | Amichevole                                                                 | -                                                                          | 79’                                                                        |
| 16-11-2020                                                                 | Wiener Neustadt                                                            | Stati Uniti                                                                | 6 – 2                                                                      | Panama                                                                     | Amichevole                                                                 | -                                                                          | 62’                                                                        |
| 30-5-2021                                                                  | San Gallo                                                                  | Svizzera                                                                   | 2 – 1                                                                      | Stati Uniti                                                                | Amichevole                                                                 | -                                                                          | 72’                                                                        |
| 6-6-2021                                                                   | Denver                                                                     | Stati Uniti                                                                | 3 – 2 dts                                                                  | Messico                                                                    | CONCACAF Nations League 2019-2020 - Finale                                 | -                                                                          | 60’                                                                        |
| 9-6-2021                                                                   | Sandy                                                                      | Stati Uniti                                                                | 4 – 0                                                                      | Costa Rica                                                                 | Amichevole                                                                 | -                                                                          | 74’                                                                        |
| 7-10-2021                                                                  | Austin                                                                     | Stati Uniti                                                                | 2 – 0                                                                      | Giamaica                                                                   | Qual. Mondiali 2022                                                        | -                                                                          | 68’                                                                        |
| 10-10-2021                                                                 | Panama                                                                     | Panama                                                                     | 1 – 0                                                                      | Stati Uniti                                                                | Qual. Mondiali 2022                                                        | -                                                                          | 68’                                                                        |
| 13-10-2021                                                                 | Columbus                                                                   | Stati Uniti                                                                | 2 – 1                                                                      | Costa Rica                                                                 | Qual. Mondiali 2022                                                        | -                                                                          | 73’                                                                        |
| 12-11-2021                                                                 | Cincinnati                                                                 | Stati Uniti                                                                | 2 – 0                                                                      | Messico                                                                    | Qual. Mondiali 2022                                                        | -                                                                          | 90+1’                                                                      |
| 16-11-2021                                                                 | Kingston                                                                   | Giamaica                                                                   | 1 – 1                                                                      | Stati Uniti                                                                | Qual. Mondiali 2022                                                        | 1                                                                          | 66’                                                                        |
| 27-1-2022                                                                  | Columbus                                                                   | Stati Uniti                                                                | 1 – 0                                                                      | El Salvador                                                                | Qual. Mondiali 2022                                                        | -                                                                          | 72’                                                                        |
| 2-2-2022                                                                   | Saint Paul                                                                 | Stati Uniti                                                                | 3 – 0                                                                      | Honduras                                                                   | Qual. Mondiali 2022                                                        | -                                                                          | 75’ 76’                                                                    |
| 24-3-2022                                                                  | Città del Messico                                                          | Messico                                                                    | 0 – 0                                                                      | Stati Uniti                                                                | Qual. Mondiali 2022                                                        | -                                                                          | 39’ 60’                                                                    |
| 30-3-2022                                                                  | San José                                                                   | Costa Rica                                                                 | 2 – 0                                                                      | Stati Uniti                                                                | Qual. Mondiali 2022                                                        | -                                                                          | 61’                                                                        |
| 2-6-2022                                                                   | Cincinnati                                                                 | Stati Uniti                                                                | 3 – 0                                                                      | Marocco                                                                    | Amichevole                                                                 | 1                                                                          |                                                                            |
| 5-6-2022                                                                   | Kansas City                                                                | Stati Uniti                                                                | 0 – 0                                                                      | Uruguay                                                                    | Amichevole                                                                 | -                                                                          | 46’                                                                        |
| 14-6-2022                                                                  | San Salvador                                                               | El Salvador                                                                | 1 – 1                                                                      | Stati Uniti                                                                | CONCACAF Nations League 2022-2023 - 1º turno                               | -                                                                          | 62’                                                                        |
| 21-11-2022                                                                 | Al Rayyan                                                                  | Stati Uniti                                                                | 1 – 1                                                                      | Galles                                                                     | Mondiali 2022 - 1º turno                                                   | 1                                                                          | 88’                                                                        |
| 25-11-2022                                                                 | Al Khawr                                                                   | Inghilterra                                                                | 0 – 0                                                                      | Stati Uniti                                                                | Mondiali 2022 - 1º turno                                                   | -                                                                          | 83’                                                                        |
| 29-11-2022                                                                 | Doha                                                                       | Iran                                                                       | 0 – 1                                                                      | Stati Uniti                                                                | Mondiali 2022 - 1º turno                                                   | -                                                                          | 82’                                                                        |
| 3-12-2022                                                                  | Al Rayyan                                                                  | Paesi Bassi                                                                | 3 – 1                                                                      | Stati Uniti                                                                | Mondiali 2022 - Ottavi di finale                                           | -                                                                          | 67’                                                                        |
| 15-6-2023                                                                  | Paradise                                                                   | Stati Uniti                                                                | 3 – 0                                                                      | Messico                                                                    | CONCACAF Nations League 2022-2023 - Semifinale                             | -                                                                          | 82’                                                                        |
| 18-6-2023                                                                  | Paradise                                                                   | Canada                                                                     | 0 – 2                                                                      | Stati Uniti                                                                | CONCACAF Nations League 2022-2023 - Finale                                 | -                                                                          |                                                                            |
| 9-9-2023                                                                   | Saint Louis                                                                | Stati Uniti                                                                | 3 – 0                                                                      | Uzbekistan                                                                 | Amichevole                                                                 | 1                                                                          | 64’                                                                        |
| 12-9-2023                                                                  | Saint Paul                                                                 | Stati Uniti                                                                | 4 – 0                                                                      | Oman                                                                       | Amichevole                                                                 | -                                                                          | 80’                                                                        |
| 14-10-2023                                                                 | East Hartford                                                              | Stati Uniti                                                                | 1 – 3                                                                      | Germania                                                                   | Amichevole                                                                 | -                                                                          | 66’                                                                        |
| 17-10-2023                                                                 | Nashville                                                                  | Stati Uniti                                                                | 4 – 0                                                                      | Ghana                                                                      | Amichevole                                                                 | -                                                                          |                                                                            |
| 21-3-2024                                                                  | Arlington                                                                  | Stati Uniti                                                                | 3 – 1 dts                                                                  | Giamaica                                                                   | CONCACAF Nations League 2023-2024 - Semifinale                             | -                                                                          | 63’                                                                        |
| 24-3-2024                                                                  | Arlington                                                                  | Stati Uniti                                                                | 2 – 0                                                                      | Messico                                                                    | CONCACAF Nations League 2023-2024 - Finale                                 | -                                                                          | 90+2’                                                                      |
| 8-6-2024                                                                   | Landover                                                                   | Stati Uniti                                                                | 1 – 5                                                                      | Colombia                                                                   | Amichevole                                                                 | 1                                                                          |                                                                            |
| 12-6-2024                                                                  | Orlando                                                                    | Stati Uniti                                                                | 1 – 1                                                                      | Brasile                                                                    | Amichevole                                                                 | -                                                                          | 75’                                                                        |
| 23-6-2024                                                                  | Arlington                                                                  | Stati Uniti                                                                | 2 – 0                                                                      | Bolivia                                                                    | Coppa America 2024 - 1º turno                                              | -                                                                          | 86’                                                                        |
| 27-6-2024                                                                  | Atlanta                                                                    | Panama                                                                     | 2 – 1                                                                      | Stati Uniti                                                                | Coppa America 2024 - 1º turno                                              | -                                                                          | 18’                                                                        |
| 18-11-2024                                                                 | Saint Louis                                                                | Stati Uniti                                                                | 4 – 2                                                                      | Giamaica                                                                   | CONCACAF Nations League 2024-2025 - Quarti di finale                       | 1                                                                          | 78’                                                                        |
| 20-3-2025                                                                  | Inglewood                                                                  | Stati Uniti                                                                | 0 – 1                                                                      | Panama                                                                     | CONCACAF Nations League 2024-2025 - Semifinale                             | -                                                                          |                                                                            |
| 23-3-2025                                                                  | Inglewood                                                                  | Canada                                                                     | 2 – 1                                                                      | Stati Uniti                                                                | CONCACAF Nations League 2024-2025 - Finale 3º posto                        | -                                                                          |                                                                            |
| Totale                                                                     |                                                                            | Presenze                                                                   | 44                                                                         |                                                                            | Reti                                                                       | 7                                                                          |                                                                            |

## Palmarès

### Club
- Coppa di Lega francese: 1

Paris Saint-Germain: 2017-2018
- Campionato francese: 2

Paris Saint-Germain: 2017-2018
Lille: 2020-2021
- Coppa di Francia: 1

Paris Saint-Germain: 2017-2018
- Supercoppa francese: 2

Paris Saint-Germain: 2018
Lille: 2021
- Coppa di Lega scozzese: 1

Celtic: 2018-2019
- Campionato scozzese: 1

Celtic: 2018-2019
- Coppa di Scozia: 1

Celtic: 2018-2019
- Coppa Italia: 1

Juventus: 2023-2024

### Nazionale
- CONCACAF Nations League: 3

2019-2020, 2022-2023, 2023-2024